# Gălbenuș de ou

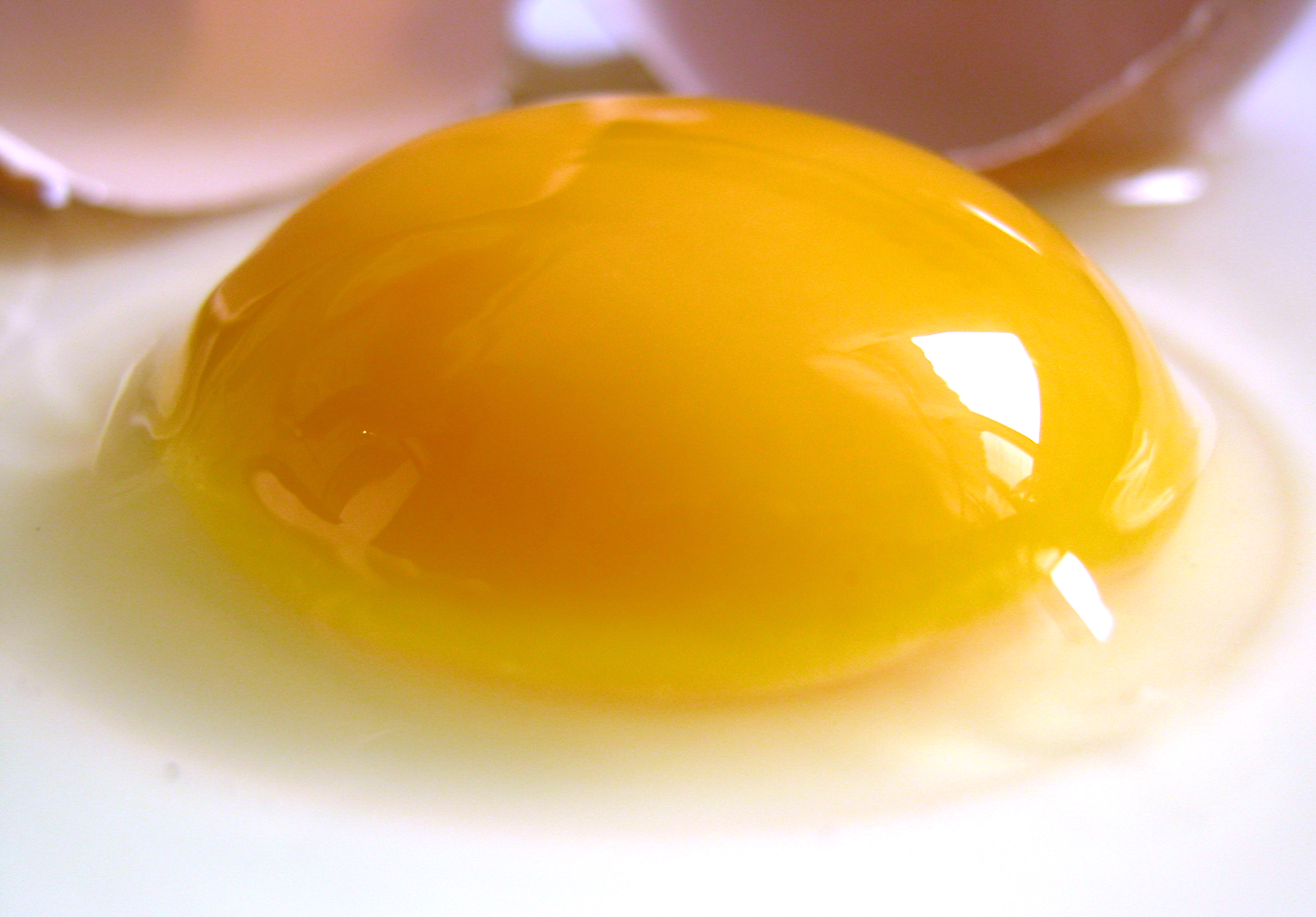
Gălbenușul unui ou

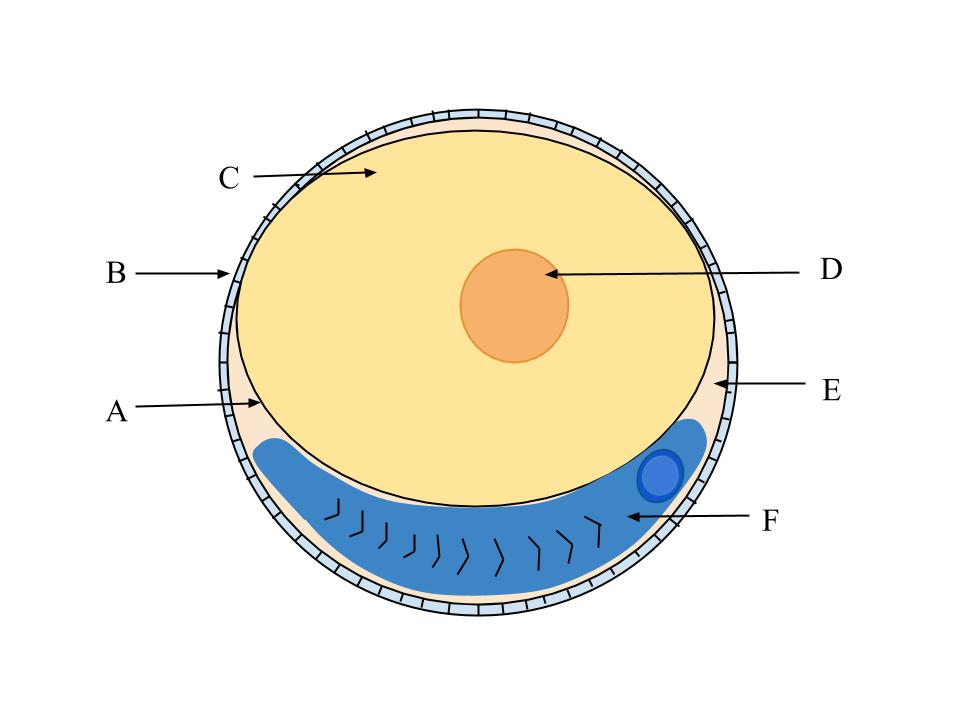
Diagrama unui ou de pește; gălbenușul este zona marcată cu „C”

Printre animalele care produc ouă, gălbenușul cunoscut și sub numele de „vitellus”) este porțiunea purtătoare de nutrienți a oului a cărei funcție principală este de a furniza alimente pentru dezvoltarea embrionului. Unele tipuri de ouă nu conțin gălbenuș, de exemplu pentru că sunt așezate în situații în care aprovizionarea cu alimente este suficientă (cum ar fi în corpul gazdă a unui paarazitoid⁠(d) sau pentru că embrionul se dezvoltă în corpul părintelui, care furnizează hrana, de obicei printr-o placentă. Sistemele reproductive în care corpul mamei furnizează embrionul direct se spune că sunt lecitotrofice; se spune că cele în care embrionul este furnizat prin gălbenuș sunt oviparitare. La multe specii, cum ar fi toate păsările, și cele mai multe reptilele și insectele, gălbenușul ia forma unui organ special de depozitare construit în tractul reproductiv al mamei. La multe alte animale, în special la specii foarte mici, cum ar fi uni pești și alte nevertebrate, materialul gălbenușului nu se află într-un organ special, ci în interiorul celulei ouălor (ovul).
Ca alimente, gălbenușurile sunt adesea bogate în vitamine, minerale esențiale⁠(<span title="Mineral alimentar|minerale esențiale la Wikidata">d), lipide și proteine. Proteinele funcționează parțial ca alimente în sine și parțial în reglarea depozitării și furnizării celorlalte substanțe nutritive. De exemplu, la unele specii, cantitatea de gălbenuș dintr-o celulă de ou afectează procesele de dezvoltare care urmează fertilizarea.
Gălbenușul nu este o celulă vie, materială ca protoplasma⁠(d), ci în mare parte material pasiv, adică deutoplasmă⁠(d). Materialul alimentar și structurile de control asociate sunt furnizate în timpul ovogenezei. O parte din material este stocat mai mult sau mai puțin în forma în care corpul matern l-a furnizat, parțial așa cum este prelucrat de țesuturi dedicate ne-germinale din ou⁠(<span title="celula somatica|ne-germinale din ou la Wikidata">d), în timp ce o parte din biosinteză în forma sa finală are loc în ovocitul⁠(<span title="ovocit|ovocitul la Wikidata">d) în sine.